# Emil Pinkau

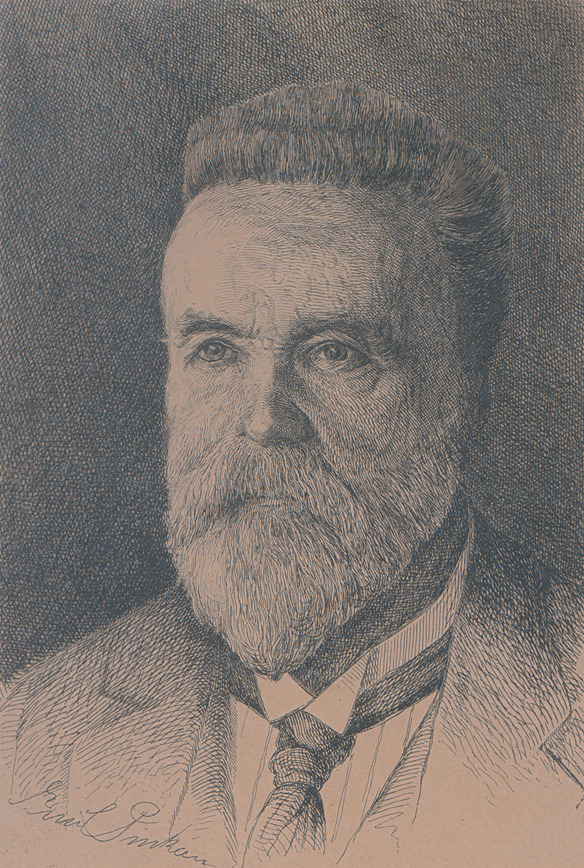
Emil Pinkau: Selbstporträt

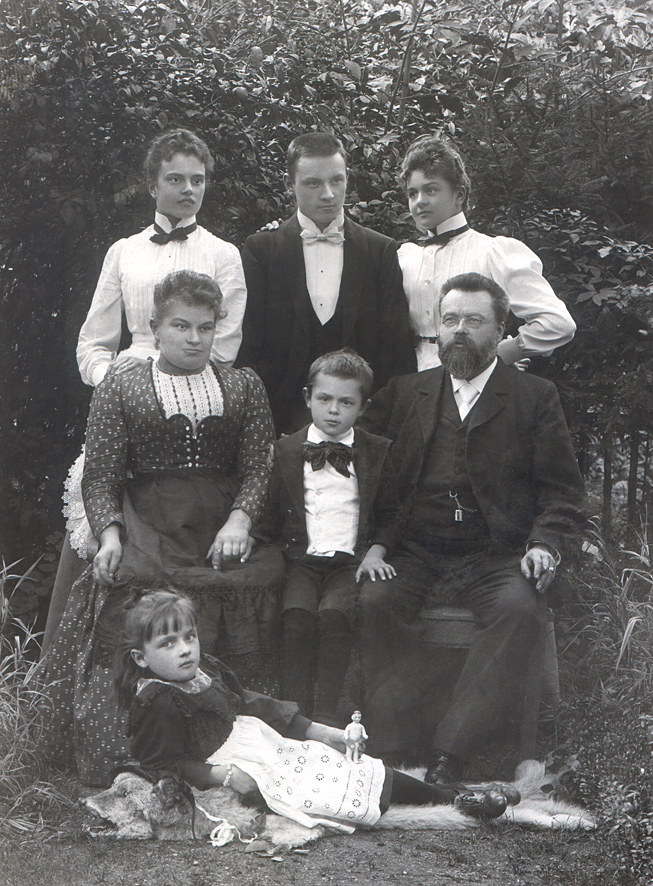
Familie Pinkau um 1900

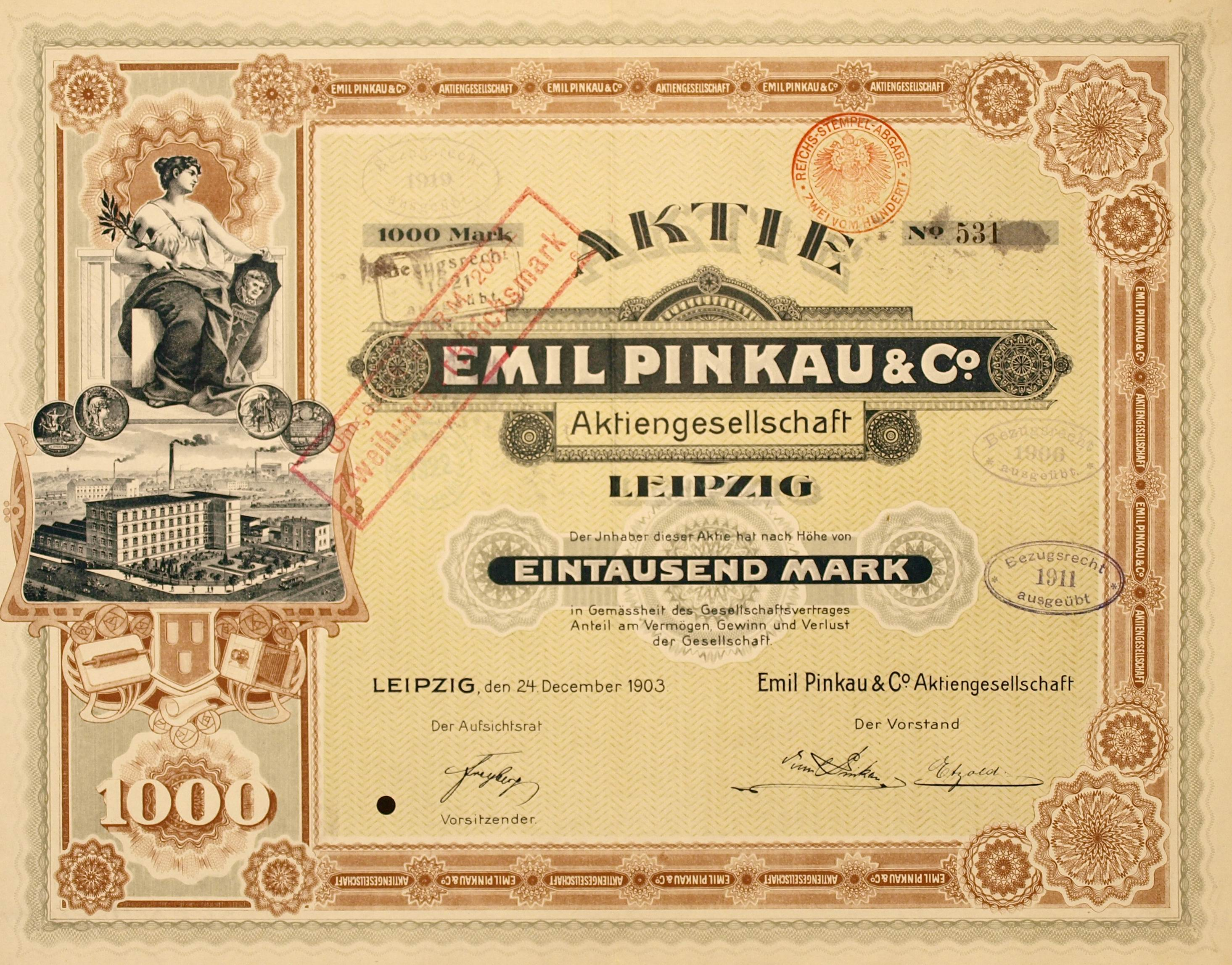
Gründeraktie der Emil Pinkau & Co. AG vom 24. Dezember 1903

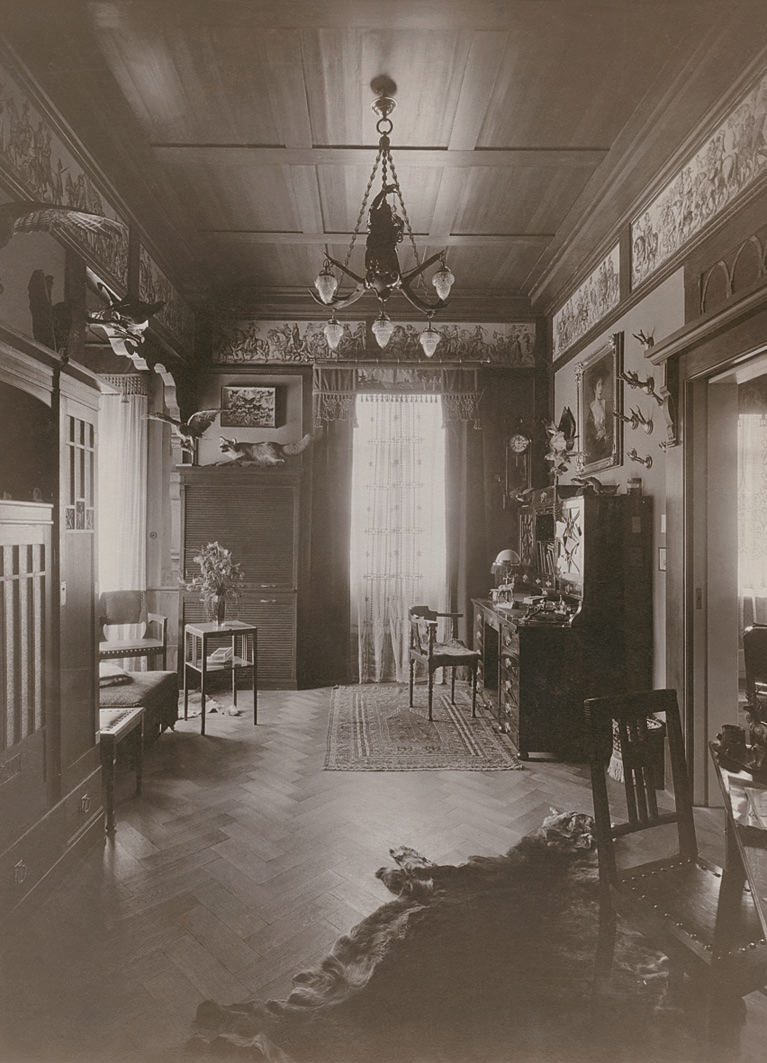
Arbeitszimmer Emil Pinkaus um 1912

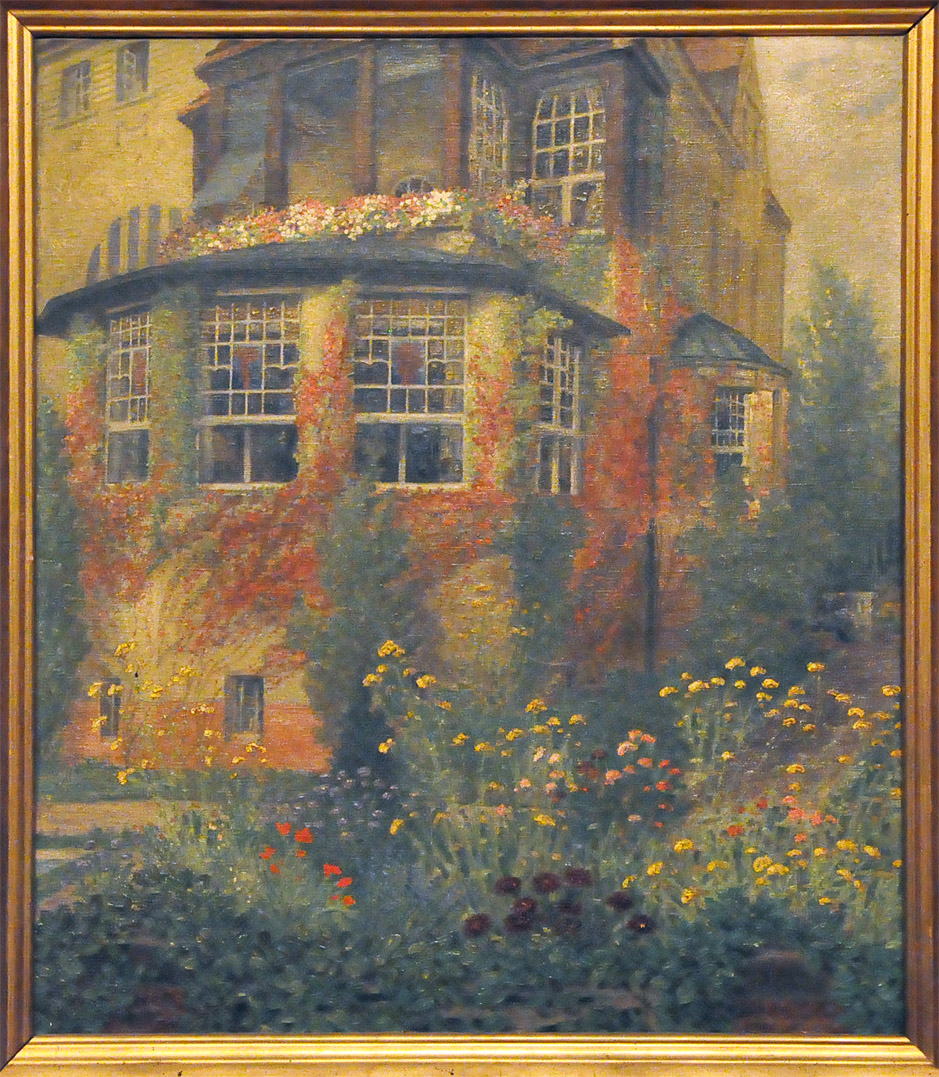
Emil Pinkau (1850–1922): Gartenansicht der Villa Pinkau, nach 1912

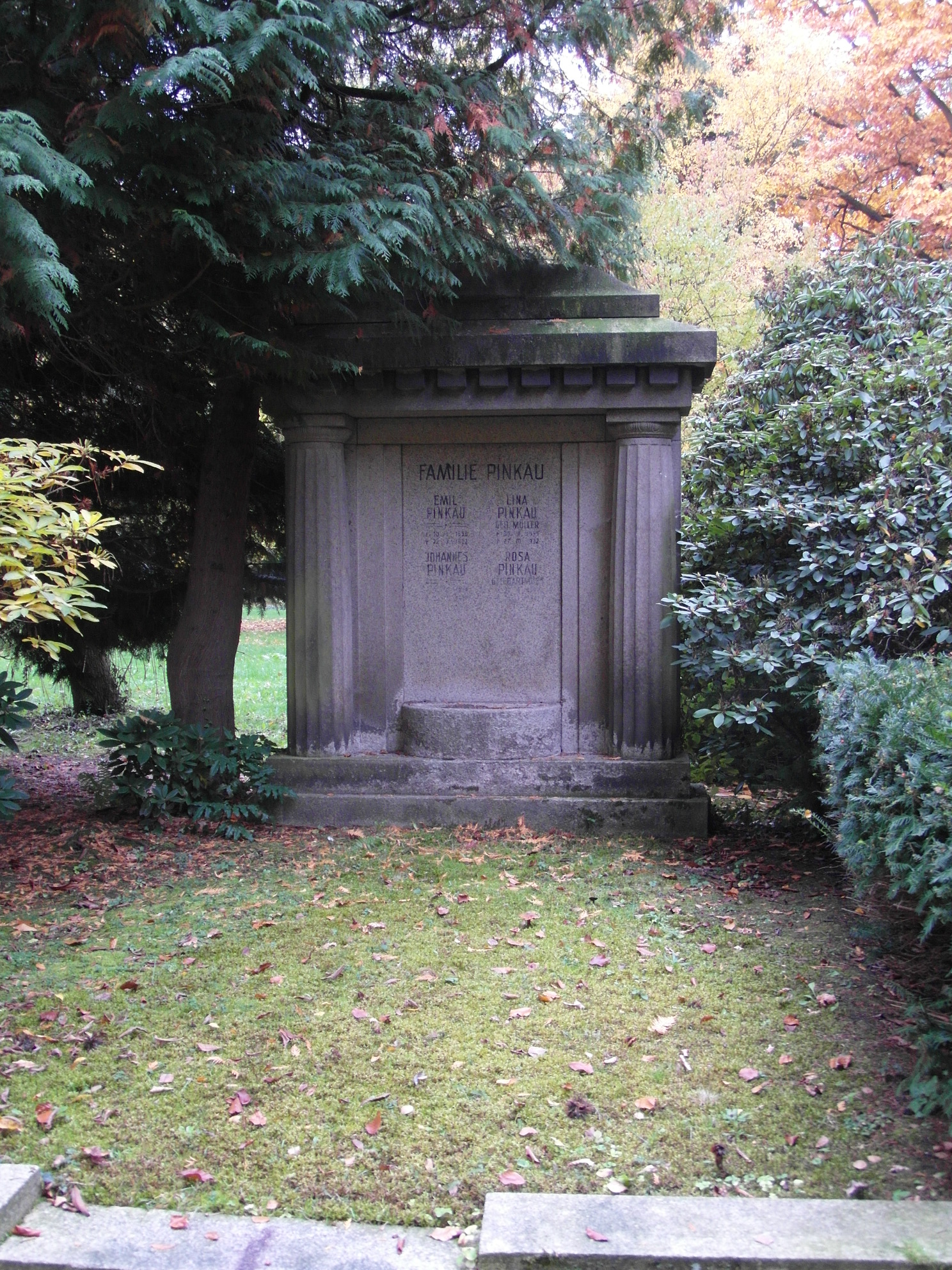
Grabstätte Familie Emil Pinkau, Südfriedhof Leipzig

Emil Pinkau (* 10. Januar 1850 in Thonberg bei Leipzig; † 22. Juli 1922 in Halle; vollständiger Name: Eduard Franz Emil Pinkau) war ein deutscher Lithograph und Unternehmer. Er gilt als Pionier der Ansichtskarte und war mit der Lithographischen Kunstanstalt Emil Pinkau einer der Begründer der Ansichtskartenindustrie im letzten Viertel des 19. Jahrhunderts.

## Leben
Emil Pinkau ist der Sohn des Stellmachers und Schmieds Johann Carl Pinkau (1817–1878) und seiner Frau Johanna Charlotte, geb. Wendel (1820–1850), die bei der Geburt starb. Sein Halbbruder war der Fotograf und spätere Reichstagsabgeordnete Karl Pinkau (1859–1922). Pinkau entstammte also einer bäuerlich-handwerklichen Tradition.
Seine große zeichnerische Begabung fiel früh auf und so gaben ihn seine Eltern ca. 1867 zu einem Lithographen in die Lehre. „Daneben suchte und fand er Gelegenheit sich künstlerisch, wissenschaftlich und kaufmännisch weiter zu bilden“. Die Lehrzeit betrug in der Regel drei bis dreieinhalb Jahre. In seiner Gesellenzeit, also auch in der Zeit des Deutsch-Französischen Krieges 1870–71, wanderte er durch Deutschland und die Schweiz bis nach Basel und eignete sich in dieser Zeit wohl auch Kenntnisse als Fotograf an. Er war in verschiedenen „Kunstanstalten“ tätig und erlangte aufgrund seiner Fähigkeiten schnell leitende Positionen. Im Zuge des wirtschaftlichen Aufschwungs nach dem gewonnenen Krieg, kehrte Emil Pinkau nach Leipzig zurück und gründete dort am 1. Oktober 1873 seine eigene Firma, die Lithographische Kunstanstalt Emil Pinkau, die er 1904 in die Emil Pinkau & Co AG umwandelte.
1877 heiratete er Christiane Lina Regine Helene Müller (* 1855 in Leipzig; † 1932 in Leipzig), Tochter eines selbstständigen Schuhmachers aus dem Hannoverschen. Die beiden haben fünf Kinder: Charlotte Bertha Gertrud (1878–1967), Emil Heinrich Johannes (1879–1958), Lina Selma Charlotte (1882–1974), Eva Ida Margarethe (1892–1985), Hermann Otto Werner (1894–1970).
Emil Pinkau wird als sehr weltgewandt beschrieben. Reisen führten ihn bis nach Sankt Petersburg und Konstantinopel. Er war ein passionierter Jäger und sang in einem Männerchor. Seit 1908 gehörte er zum Leipziger Herrenabend, einer Vereinigung von angesehenen Mitgliedern der bürgerlichen Gesellschaft, die sich alle vier Wochen im Leipziger Ratskeller traf. Um 1910 zog er sich langsam aus dem Tagesgeschäft seiner Firma zurück und widmete sich verstärkt seinen musischen Neigungen, wie zeichnen, malen und radieren.
Das Grab von Emil und Lina Pinkau befindet sich auf dem Leipziger Südfriedhof. Es bestand ursprünglich aus einer tempelartigen Grabkapelle an der historischen Hauptachse des Friedhofs, die aber im Zuge der Anlage des Sozialistischen Ehrenhains 1982/86 abgerissen wurde. Die Urnen wurden in eine andere, historische Grabstätte umgebettet.
Das Wohnhaus Emil Pinkaus wurde von 1906 bis 1907 durch Karl Poser errichtet und ist heute Sitz der Ländernotarkasse Leipzig.

## Bedeutung
Emil Pinkau gehörte, neben August Schwartz und Johannes Miesler, zu den Pionieren der frühen Ansichtskarte. In einem Zeitungsartikel schrieb er 1918 rückblickend: „Am 15. Juli 1870 ließ ich eine kleine Landschaft als Korrekturabzug auf eine Postkarte drucken und an den Besteller in Schlesien gehen. Das war meines Wissens die erste Ansichtspostkarte, geschaffen unbewußt durch Zufall…“. Pinkau erkannte das Potenzial dieser Idee. Nach Gründung seiner eigenen Firma 1873 versuchte er Aufträge für Ansichtskarten bei Verlegern zu akquirieren – zunächst mit geringem Erfolg – „bis ich auf den Gedanken kam, die Ansichtskarten als Zugabeartikel zu verwenden.“ Schließlich druckte er einige Karten mit Rheinansichten und legte sie bestellten Leporelloalben kostenlos bei. Deren Käufer baten um weitere solcher Postkarten, die sie dann („zu 5 Pfg. das Stück“) käuflich erwerben mussten. So weckte Pinkau das Interesse der Kunden und bewies seinen skeptischen Auftraggebern, dass ein Bedarf für das neue Produkt bestand.
Doch die Kunden wünschen Karten auf dem gleichen Karton, den auch die Reichspost verwendete und auf denen die Marke praktischerweise bereits aufgedruckt war. Zunächst behalf sich Pinkau damit, Karten der Reichspost zu kaufen und diese dann zu bedrucken. Doch die dabei nötige Vorfinanzierung, die kleinen Druckbögen und der anfallende Druckausschuss machten dies Modell nicht lukrativ. Um wirklich große Druckbögen zu bekommen, erlangte er „nach Bekämpfung verschiedener Vorurteile“ die Erlaubnis, seinen Karton bei derselben Fabrik zu bestellen, von der auch die Reichsdruckerei ihr Material bezog.
Pinkau setzte früh auf große Auflagen. Produktionszahlen der Kunstanstalt Emil Pinkau belegten für 1879: 15.000, 1880: 160.000, 1885: 4 Mio., 1890: 45 Mio. Ansichtskarten.
Da sich viele ausländische Verleger regelmäßig in Leipzig aufhielten, nutzte Pinkau die Gelegenheit, ins internationale Geschäft einzusteigen. 1888 wurde er von der amerikanischen Regierung mit einer Studie über den Verkauf und den Erlös von Ansichtskarten im Deutschen Reich beauftragt. Auf der Weltausstellung in Chicago 1893 erhielt Pinkau den „großen Staatspreis“ für die Perfektion seiner photolithographischen Leporellos. 1895 erteilte ihm der Istanbuler Kunsthändler Max Fruchtermann den Auftrag, Karten mit Motiven aus der Türkei zu drucken. Dabei handelte es sich möglicherweise um die ersten Ansichtskarten, die überhaupt aus der Türkei in Auftrag gegeben wurden.

## Nachfahren
Emil Pinkau war der Großvater von Hans-Georg Rausch und Klaus Pinkau.

## Sammlungen
Das Stadtgeschichtliche Museum Leipzig besitzt eine größere Anzahl von Postkarten der Emil Pinkau AG. Im Internet werden häufig Pinkau-Postkarten angeboten.